# Роднянський Денис Вадимович
Денис Роднянський Вадимович Роднянський (нар. 9 грудня 1981, Київ) — український актор та режисер.IMDB

## Життєпис
Народився 9 грудня 1981 року в місті Донецьк.
У віці 13 років переїхав до Києва із родиною. 
Навчався на режисерському факультету Київського Інституту Кіно і Телебачення, Творча майстерня Романа Ширмана. Акторська майстерня Ніни Шаролапової
В інституті зняв короткометражний документальний фільм «Вчитель співу» (2002), який був відзначений на Московському фестивалі ВДІКу дипломом журі «Любов до людини», на Київському кіновідеофестивалі «Відкрита ніч». Фільм брав участь в конкурсній програмі Міжнародного Канського відеофестивалю 2003 року.
Денис Роднянський зіграв у понад 60 ролей фільмах та телесеріалах.

## Вибрана фільмографія
- 2020 — «Виходьте без дзвінка-3» — «Геній»[3]
- 2020 — «Номери» — П'ятий
- 2019 — «Виходьте без дзвінка-2» — «Геній»[4]
- 2019 — «Інша» — епізодична роль
- 2019 — «Заборонений» — Василь Шиманський
- 2018 — «Виходьте без дзвінка» —  «Геній»[5]
- 2017 — «Друге життя Єви» — Поспєлов
- 2017 — «Зустрічна смуга» — Микола[6]
- 2015 — «Пес» — Вахтанг Леонов
- 2008 — «Свати» — Максим Ковальов
- 2008 — «Прикольна казка» — Молодий король